# Federația Maghiară de Fotbal
Federația Maghiară de Fotbal (maghiară Magyar Labdarúgó Szövetség, MLSZ) este forul conducător al fotbalului în Ungaria. A fost fondată în 1901 iar sediul central este în Budapesta.